# Церква Святої Параскеви П'ятниці (Куряни)
Церква Святої Параскеви П'ятниці в Курянах — парафія і храм греко-католицької громади Бережанського деканату Тернопільсько-Зборівської архієпархії Української греко-католицької церкви в селі Куряни Тернопільського району Тернопільської области.
Оголошена пам'яткою архітектури місцевого значення.

## Історія церкви
Храм був збудований у 1897 році, тоді ж була утворена парафія. Архітектором церкви був Антін Манастирський.
Парафія і храм функціонували в структурі УГКЦ з 1897 по 1946 рік. У листопаді 1989 року вони знову повернулися до лона УГКЦ.
14 листопада 1994 року парафію відвідав владика Зборівської єпархії Михаїл Колтун.
При парафії діють: спільнота «Матері в молитві» (з 2013), братство «Апостольство молитви» (з 1995) та Вівтарна дружина.
Парафія володіє храмом і проборством.

## Парохи
- о. Кордуба,
- о. Іван Британський,
- о. Дмитро Онишко,
- о. Роман Климович (з 1989).